# Hwangnyongsa
Chùa Hoàng Long hay Hoàng Long tự (chữ Hán: 皇龍寺; Ngạn văn: 황룡사, Hwangnyongsa hay cũng được viết là Hwangryongsa) là tên của một ngôi chùa cũ nằm ở thành phố Gyeongju, Hàn Quốc. Được hoàn thành vào thế kỷ thứ 7, cấu trúc 9 tầng khổng lồ được xây dựng hoàn toàn bằng gỗ với thiết kế lồng vào nhau mà không cần đinh sắt. Nó có tổng chiều cao thẳng đứng là 80 mét (262 ft), khiến nó trở thành cấu trúc cao nhất ở Đông Á và cấu trúc bằng gỗ cao nhất trên thế giới tại thời điểm xây dựng. Đó là trung tâm của Phật giáo được nhà nước bảo trợ trong thời đại Silla và thời đại thống nhất Silla, đồng thời là nơi đặt những cột mốc văn hoá của Phật giáo trong thời điểm đó. Tên của nó có nghĩa là " Chùa Hoàng Long" hoặc " Chùa Hoàng Đế. Các cuộc khai quật khảo cổ và các nghiên cứu khoa học khác của ngôi đền được bắt đầu vào tháng 4 năm 1976 (OCPRI 1984) và vẫn tiếp tục diễn ra đến ngày nay.

## Lịch sử
Hwangnyongsa được xây dựng trong thời đại Silla, dưới sự bảo trợ của gia đình hoàng gia Silla, trên một đồng bằng bao quanh bởi các ngọn núi nằm gần khu phức hợp cung điện hoàng gia Banwolseong (Cung điện Bán Nguyệt). Bắt đầu được xây dựng vào năm 553 dưới triều đại của vua Jinheung, nhưng đến năm 644 công trình vẫn chưa hoàn thiện. Vua Jinheung ban đầu dự định cho xây dựng một cung điện mới nhưng khi nhìn thấy một con rồng trên khu đất, vua đã đổi ý cho xây một ngôi đền. Hwangnyongsa được thiết kế để trở thành nơi mà các nhà sư cầu nguyện cho sự an nguy của quốc gia bằng cách thỉnh cầu xin sự bảo vệ từ Đức Phật, đồng thời là cách thức để gây ấn tượng với các nhà thờ nước ngoài.
Sau sự thất bại của Baekje vào những năm 660, kiến trúc sư Baekje, Abiji, được giao nhiệm vụ xây dựng một ngôi chùa chín tầng bằng gỗ ở khu vực này. Thực tế này cho thấy rằng Baekje có kiến thức cao về kiến trúc bằng gỗ. Chín câu truyện được cho là đại diện cho chín quốc gia của Đông Á và tương lai của Silla sẽ chinh phục những quốc gia đó. Ngôi chùa vẫn đứng vững cho đến khi nó bị thiêu cháy bởi cuộc xâm lăng của Mông Cổ năm 1238. Không có kiến trúc bằng gỗ nào của người Silla tồn tại đến ngày nay nhưng những tàn tích sót lại của Hwangnyongsa là lời nhắc về tầm ảnh hưởng của Goguryo.
Vị trí ngôi chùa nằm trong một thung lũng trong Công viên quốc gia Gyeongju gần [Núi Toham] và cách chùa Bunhwangsa khoảng 150 thước (140m), được khai quật năm 1972, phát hiện cách bố trí của ngôi chùa cùng với 40.000 hiện vật.

## Truyền thuyết
Phật giáo đã bị chống đối mạnh mẽ bởi các quý tộc của Silla trong khi bản thân nhà vua ủng hộ tôn giáo mới. Đại thư kí của nhà vua, Ichadon, đề nghị giả mạo con dấu hoàng gia của nhà vua và tạo ra một chiếu chỉ rằng mọi người buộc phải chấp nhận tôn giáo mới. Khi việc giả mạo bị phát hiện bởi các quý tộc, Ichadon đã đề nghị được hiến mình cho thần linh, và qua cái chết của ông quyền năng của Đức Phật sẽ được biểu lộ. Nhà vua đồng ý với kế hoạch. Các quý tộc dự đoán mình sẽ bị xúc phạm khi phát hiện ra sự giả mạo của Ichadon và nhà vua đã ra lệnh thực hiện theo ý Ichadon. Truyền thuyết đã kể rằng khi Ichadon bị hành hình, một loạt các phép màu đã xảy ra, chứng minh được sức mạnh và sự thật của đức tin Phật giáo, sau đó các quý tộc đã chuyển sang tôn giáo mới theo đất nước. Sự hy sinh của Ichadon là sự thúc đẩy cho việc xây dựng của đền Hwangnyongsa..
Một truyền thuyết khác liên quan đến bức tượng Phật bằng vàng khổng lồ mà ngôi đền sở hữu. Nó được đúc dưới triều Vua Jinheung và như trung tâm của đền thờ. Truyền thuyết nói rằng vàng làm bức tượng đến từ vua Ashoka của Ấn Độ. Ashoka dường như đã cố gắng dàn dựng một bộ ba bằng vàng nhưng thất bại. Sau đó ông ấy đặt vàng trong một con thuyền cùng với các mô hình thu nhỏ của Bồ Tát. Mỗi quốc gia nhận được con thuyền đều không đúc được các bức tượng giống nhau, và bức tượng có thể được đúc khi chiếc thuyền chưa đến Silla.

## Kích thước
Chỉ những viên đá nền tảng đồ sộ của ngôi chùa vẫn còn lại đến ngày nay. Khu phức hợp ban đầu mất mười bảy năm để hoàn thành.
- Sảnh chính dài 155 foot (47 m) và rộng 55 foot (17 m).[2]
- Bức tường bên ngoài dài nhất của ngôi đền dài 288 mét và khu vực bao quanh bởi các bức tường bên ngoài bao phủ khoảng 80.000 mét vuông.[7]
- Những tàn tích của ngôi đền cũng chứa đá bệ được cho tượng Phật đồ sộ. Một pho tượng Phật Thích Ca Mâu Ni cao năm mét.[5][8]
- Ngôi đền ban đầu được bố trí theo phong cách " ba ngôi -một chùa " có nghĩa là ngôi chùa ở trung tâm của khu phức hợp và được bao bọc bởi ba hội trường chính ở bên trái, bên phải và phía sau trung tâm chùa.[7]
- Ngôi chùa chín tầng nổi tiếng do Thiện Đức nữ vương ra lệnh xây dựng sau khi ngôi đền chính được hoàn thành, là ngôi chùa lớn nhất ở Hàn Quốc từng được xây dựng cũng như là cấu trúc cao nhất ở Đông Á và cấu trúc bằng gỗ cao nhất thế giới tại thời điểm nó hoàn thành. Nó được báo cáo là cao 263 foot (80 m) và thân được làm hoàn toàn bằng gỗ.[2] Chỉ những viên đá nền tảng của nó vẫn còn tồn tại đến ngày nay nhưng qua đó, họ đã chứng thực với tỷ lệ khổng lồ của cấu trúc ban đầu, đưa ra các dự đoán về cấu trúc ban đầu. Ngôi chùa có diện tích nền rộng 6.084 foot vuông (565,2 m2), được chống đỡ bởi tám cây cột ở mỗi bên, và có sáu mươi viên đá nền tảng.[2]

## Thư viện

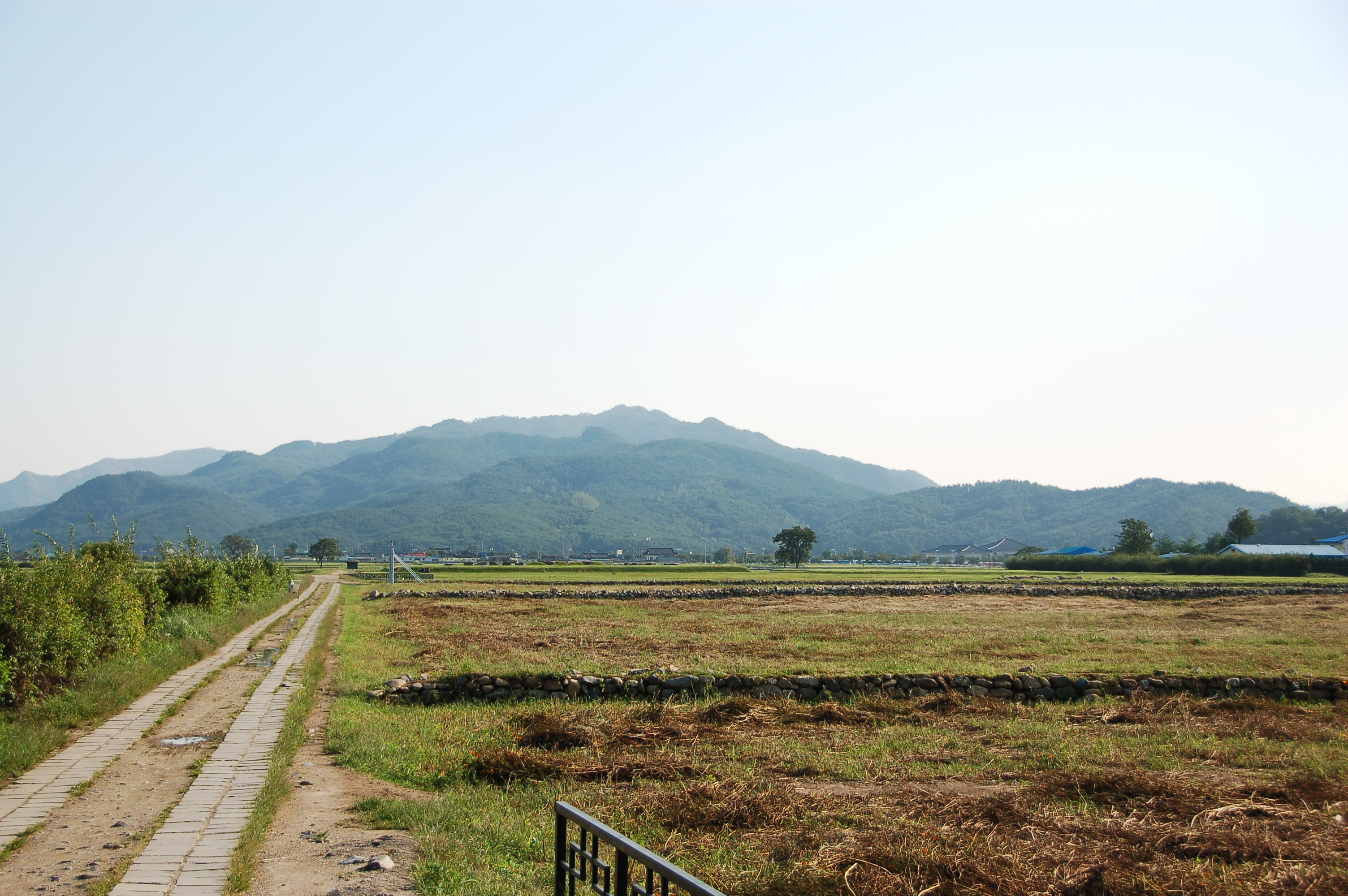
Một phần còn lại của Hwangnyonsa.
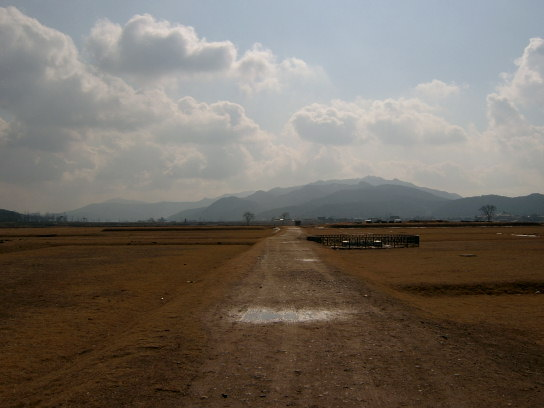
Từ một nơi đã từng là lối vào chính của ngôi đền.
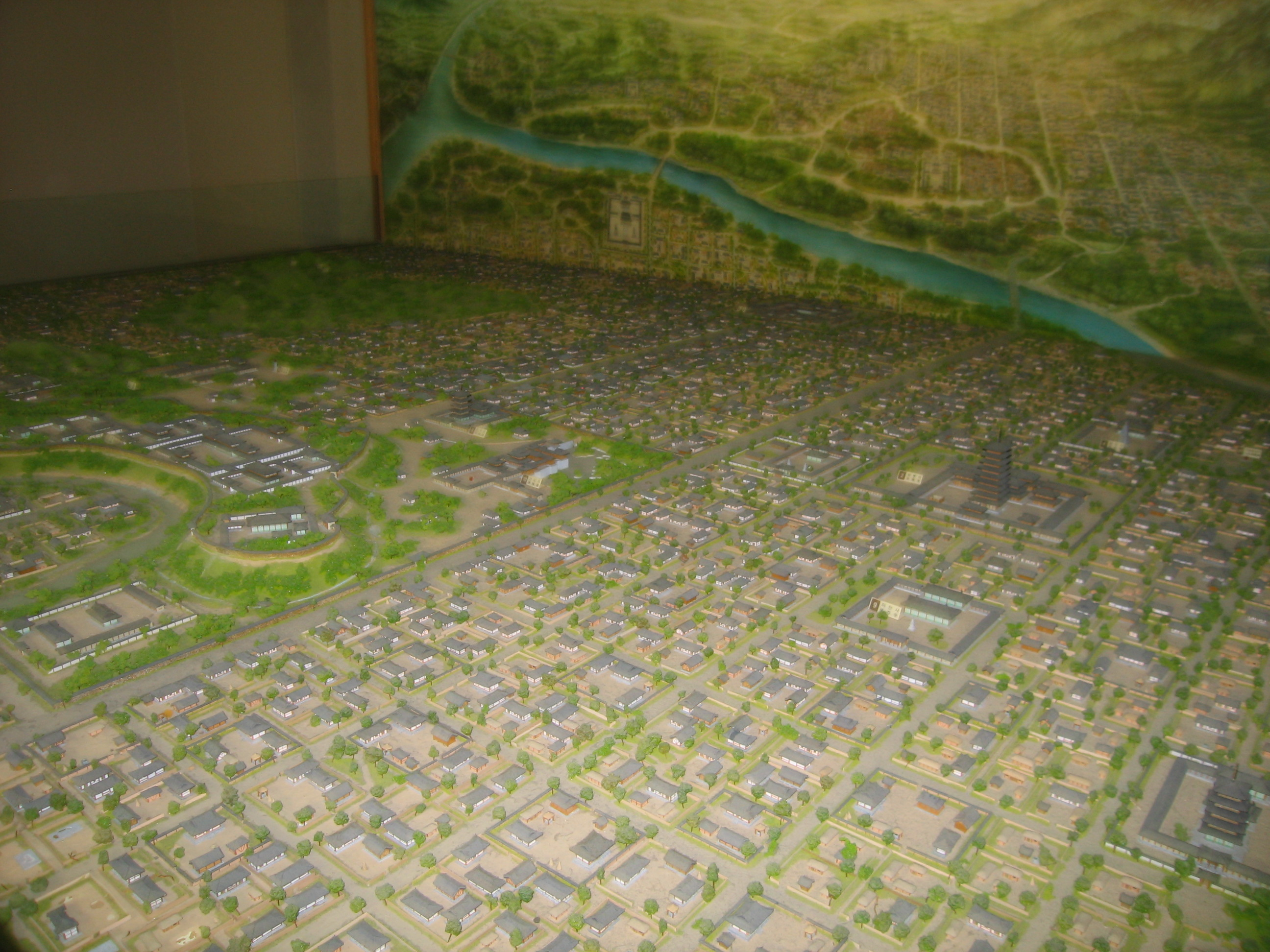
Một mô hình Gyeongju cũ. Ngôi chùa ở Đền Hwangnyongsa nằm trong thành phố.
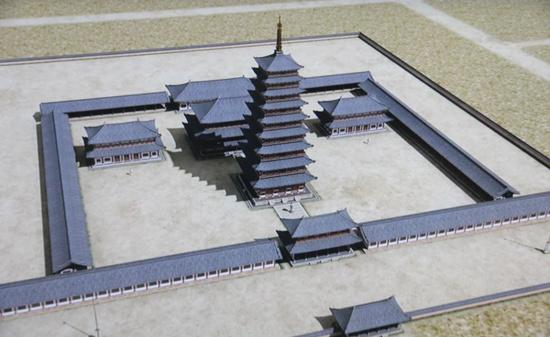
Hình ảnh Panorama của Hwangnyongsa.
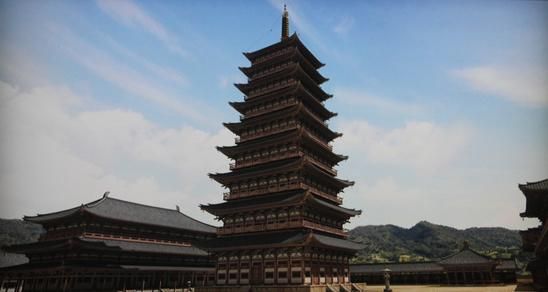
Ảnh về chùa Nine Story của Hwangnyongsa.
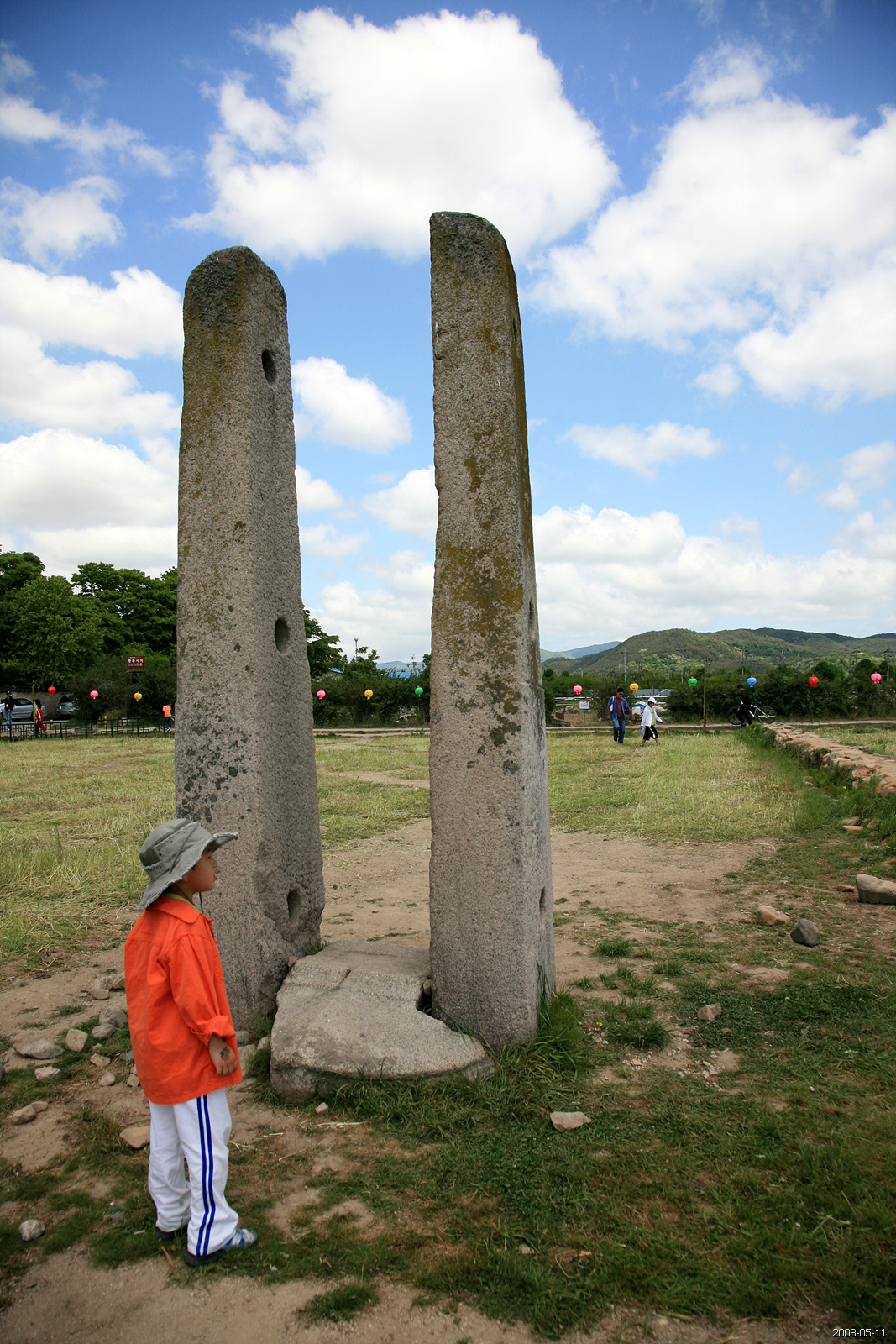
Đá để đỡ một cột cờ
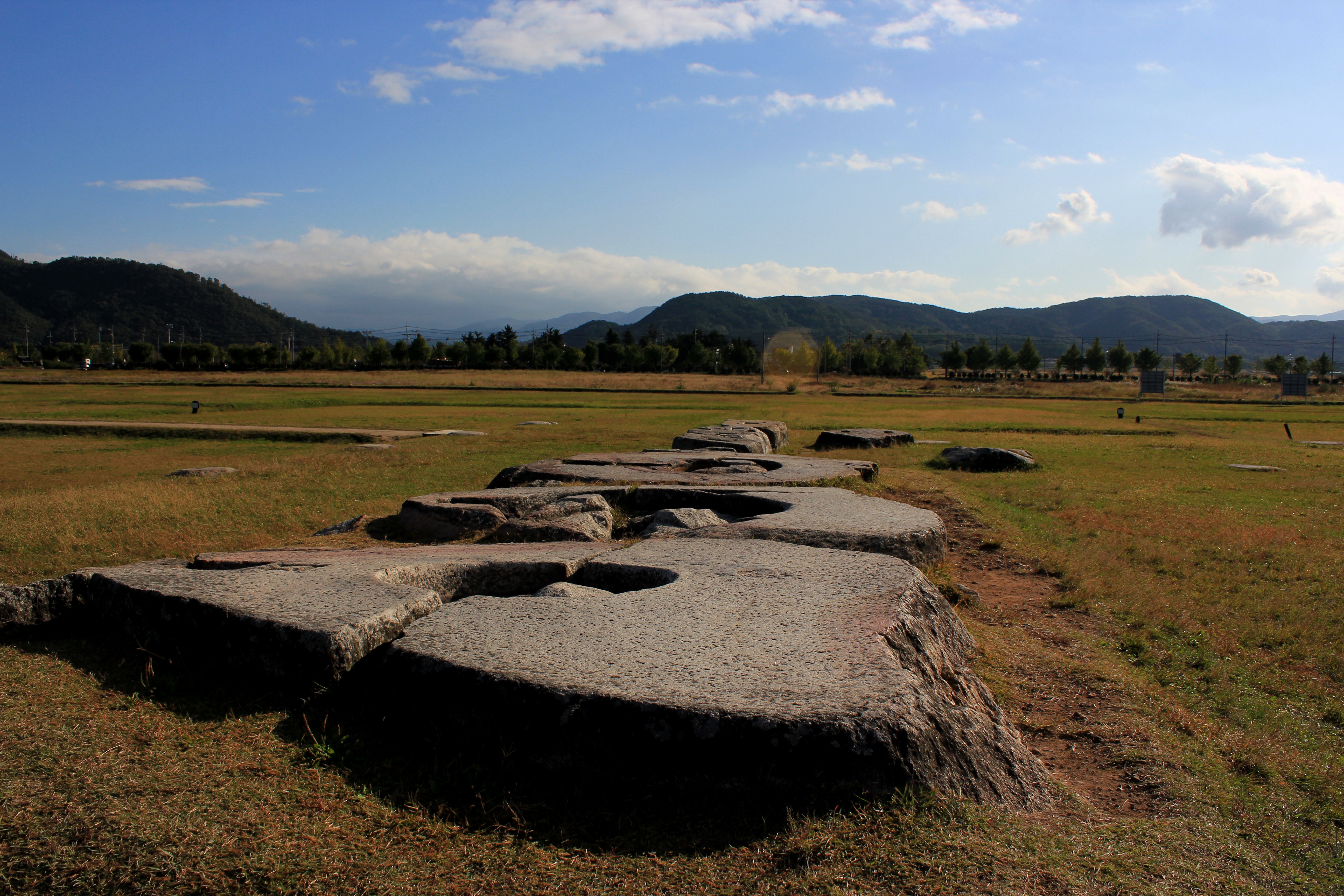
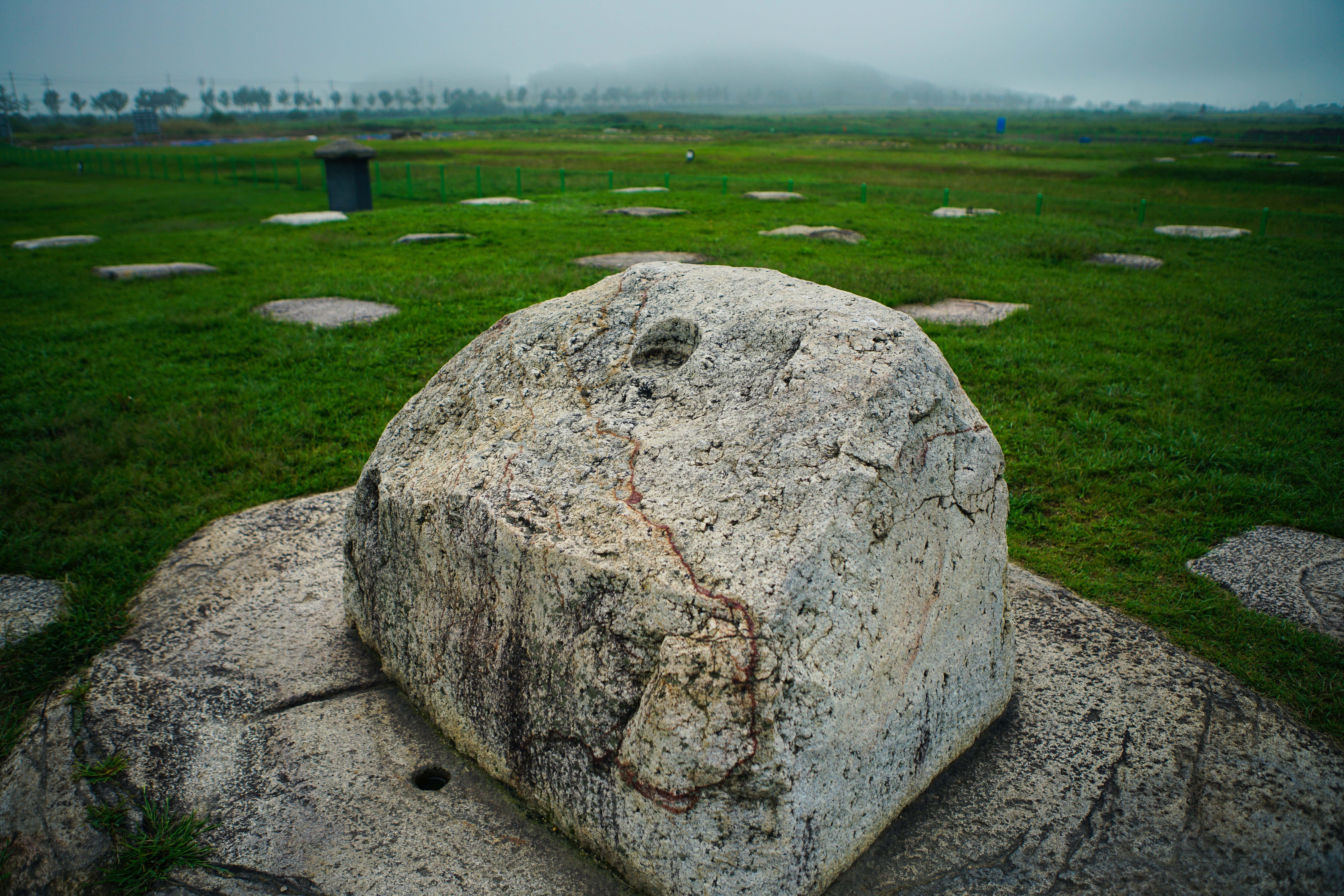
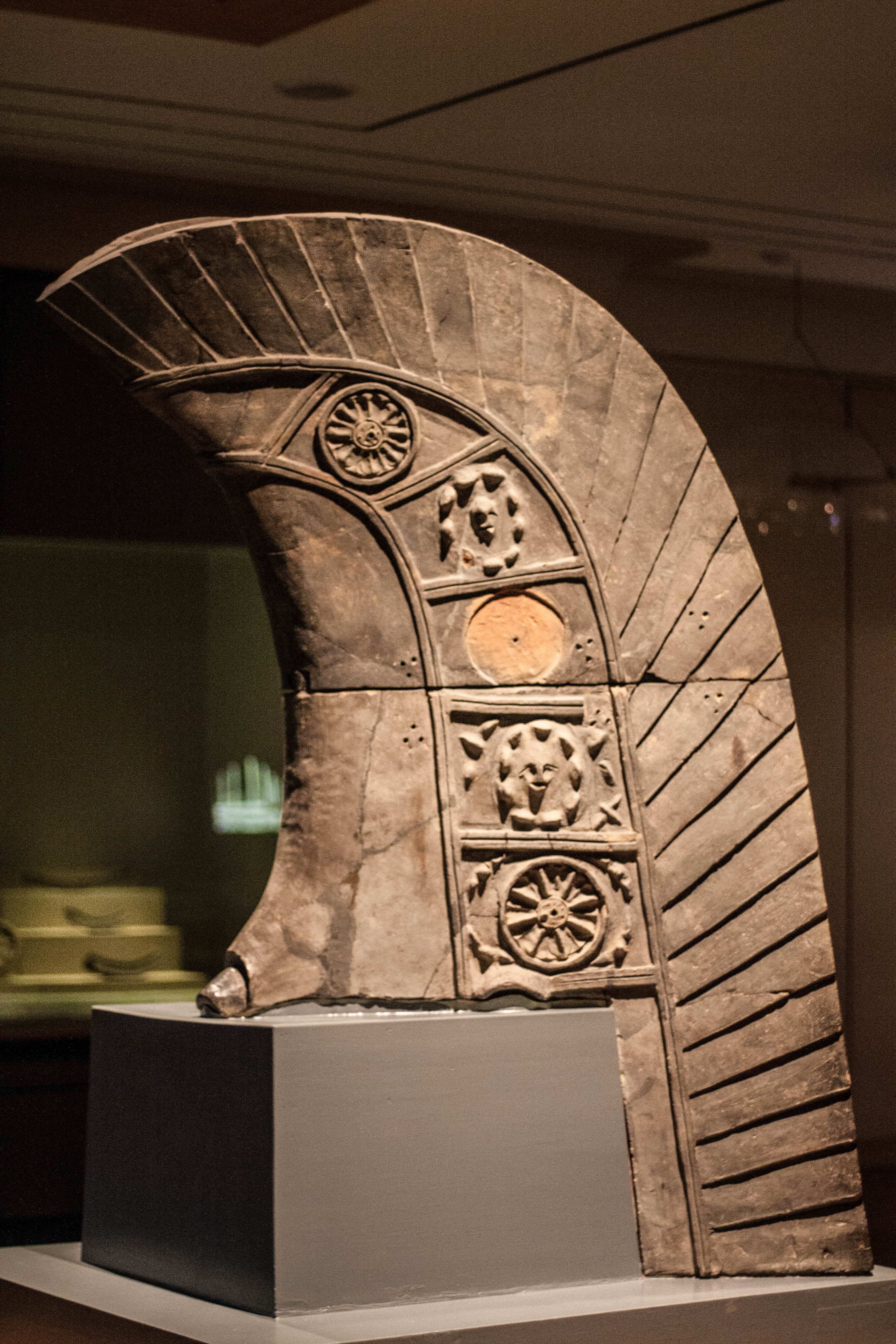
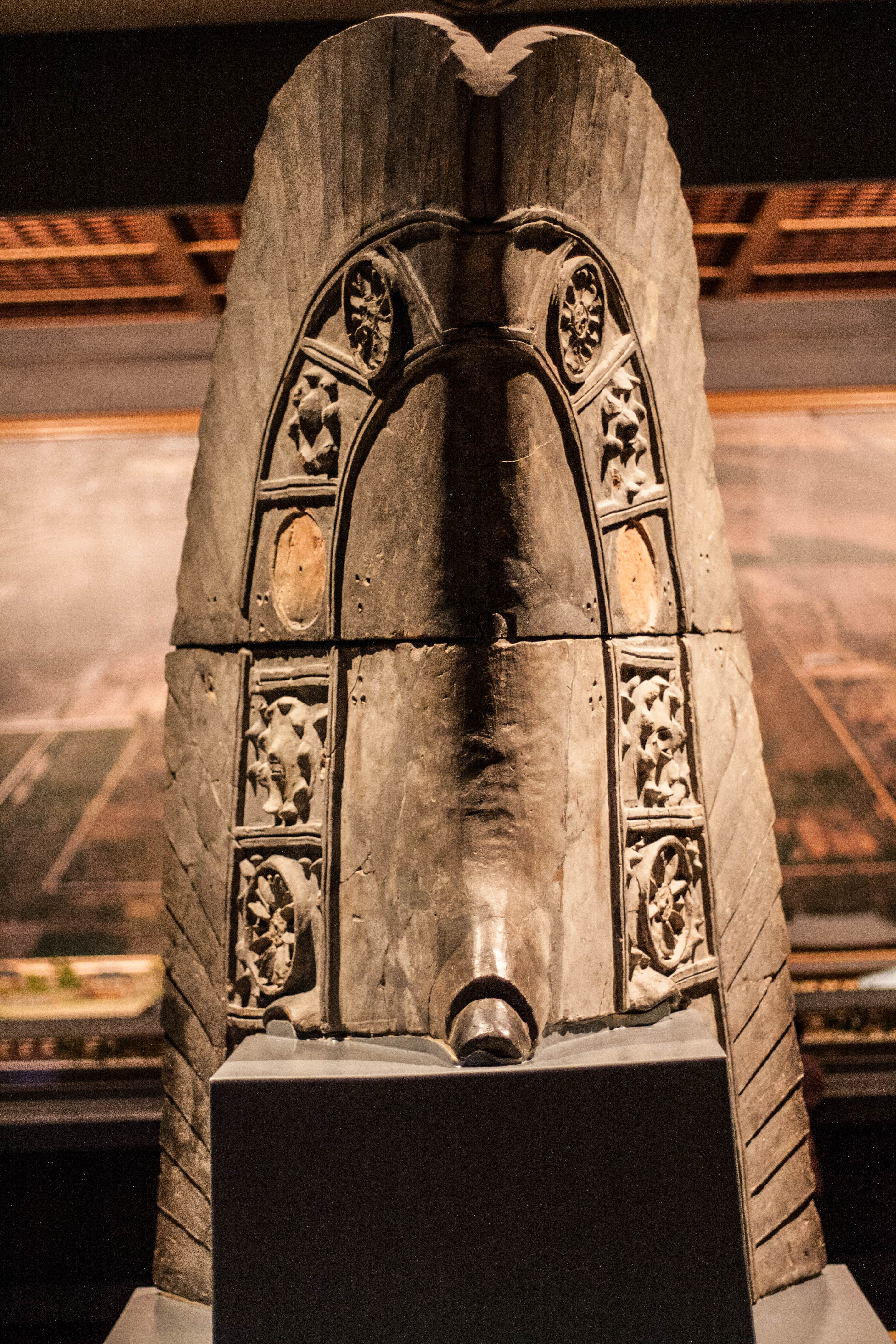
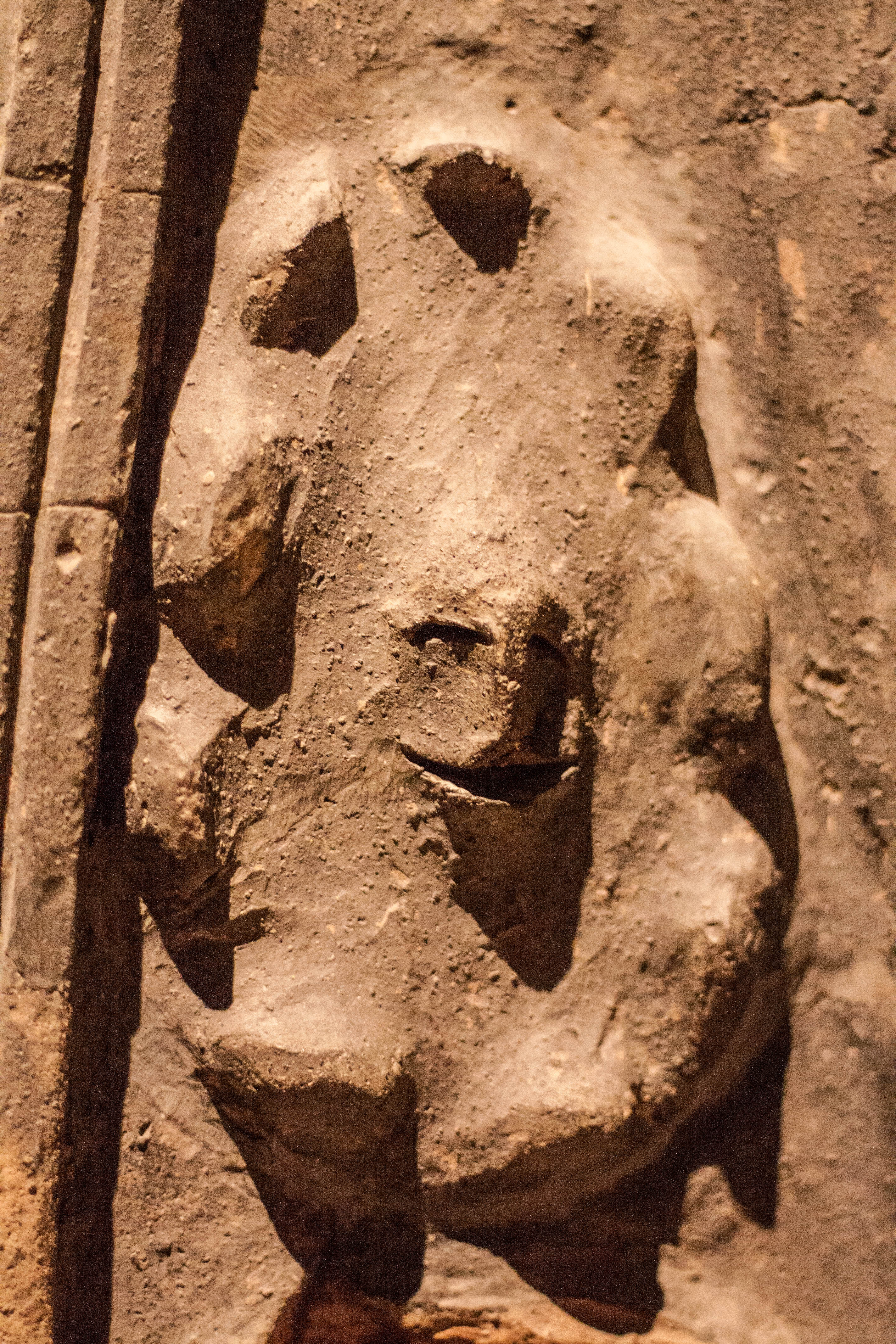
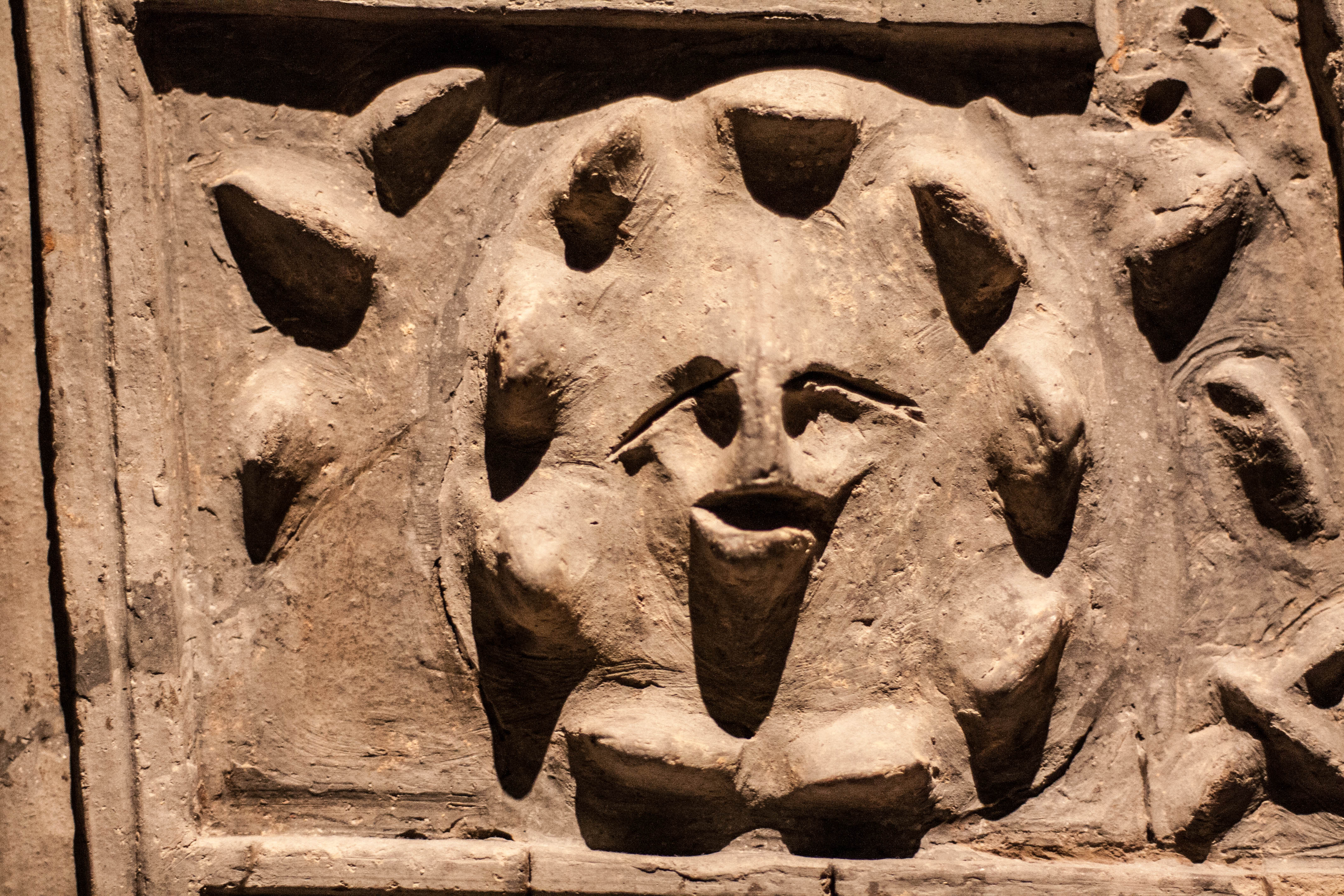
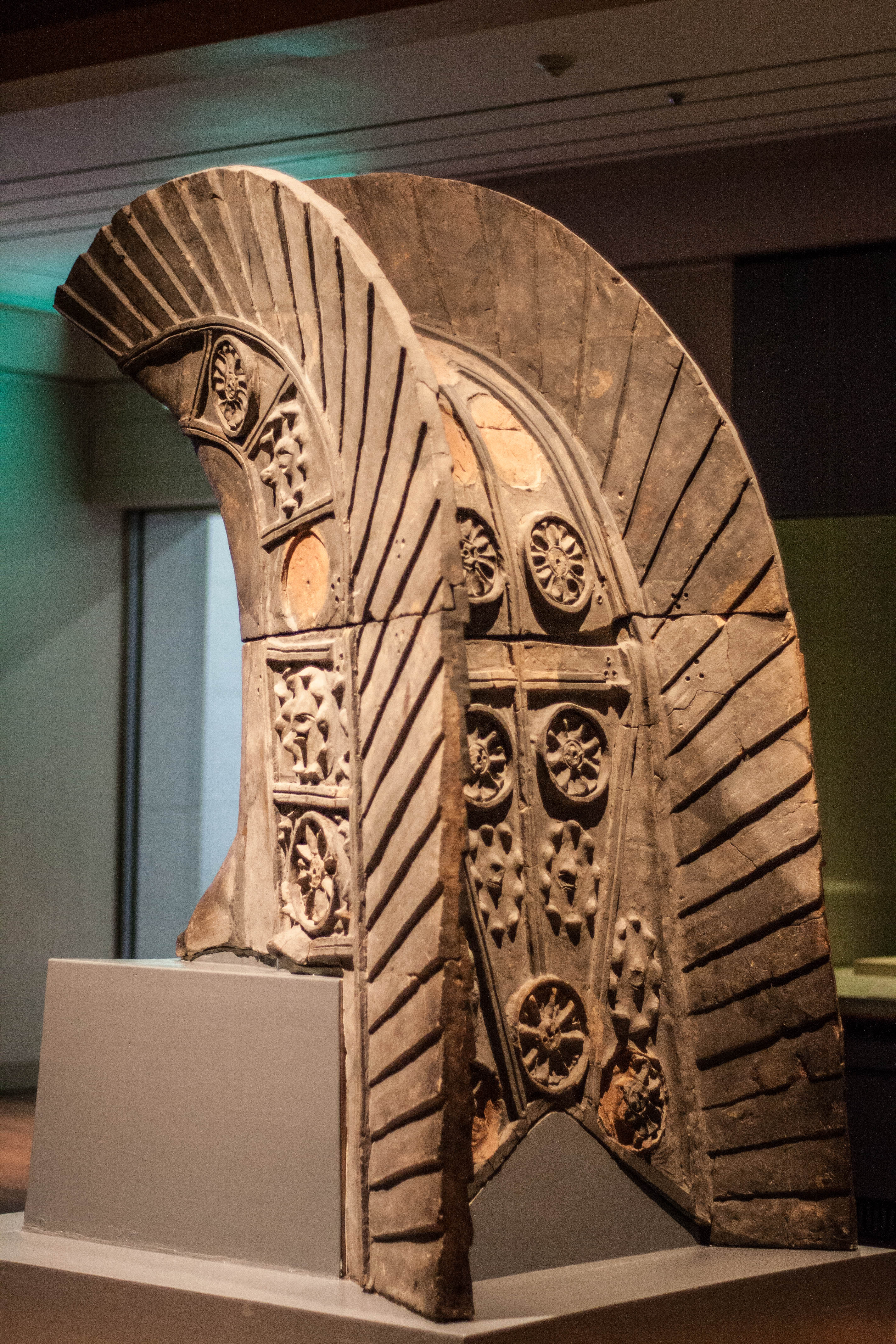